# Ornithogalum hispidum
Ornithogalum hispidum là một loài thực vật có hoa trong họ Măng tây. Loài này được Hornem. mô tả khoa học đầu tiên năm 1813.